# بروکس اند دان
بروکس اند دان (به انگلیسی: Brooks & Dunn) یک گروه دونفرهٔ سبک کانتری، برندهٔ جایزه گرمی، متشکل از دو خواننده و ترانه‌سرا، کیکس بروکس و رانی دان است. در واقع نام گروه گرفته شده از نام خانوادگی این اشخاص است. آن‌ها در سال ۱۹۹۱ با کمپانی اریستا یک قرارداد امضا کردند و ده آلبوم استودیویی، یک آلبوم کریسمس و پنج آلبوم گردآوری‌شده را منتشر کردند. نمودار آهنگ‌های آن‌ها به ۱۰۰ اثر برتر بیلبورد نیز رسیده‌است. که آن‌ها را در بالاترین قله آواز موسیقی دو نفری قرار می‌دهد دوتا از آهنگ‌های آنان موفق به کسب جایزه گرمی، برای بهترین اجرای کانتری توسط یک گروه نیز شده‌است. این گروه در ماه اوت ۲۰۰۹ بازنشستگی خود را اعلام کرد، و آخرین کنسرت خود را در تاریخ ۲ سپتامبر ۲۰۱۰ در بریج‌استون آرنا در نشویل، تنسی انجام داد. بروکس میزبان برنامه رادیویی شد در حالی که دان با بستن قرارداد انفرادی با کمپانی اریستا به خوانندگی ادامه داد.